# 媽祖
媽祖（まそ）は、航海・漁業の守護神として、中国沿海部を中心に信仰を集める道教の女神。尊号としては、則天武后と同じ天后が付せられ、もっとも地位の高い神ともされる。その他には天妃、天上聖母、娘媽がある。台湾・福建省・潮州で特に強い信仰を集め、日本でもオトタチバナヒメ信仰と混淆しつつ広まった。親しみをこめて媽祖婆・阿媽などと呼ぶ場合もある。天上聖母、天妃娘娘、海神娘娘、媽祖菩薩などともいう。また、媽祖を祭る廟を媽祖廟という。

## 用字
「媽」の音は漢音「ボ」・呉音「モ」で、「マ」の音は漢和辞典にはない。「ま」と読む他の語の例としては「阿媽（あま）」がある。

## 媽祖伝承
媽祖は宋代に実在した官吏の娘、黙娘が神となったものであるとされている。黙娘は建隆元年（960年）、興化軍莆田県湄州島の都巡林愿の六女として生まれた。幼少の頃から才気煥発で信仰心も篤かったが、16歳の頃に神通力を得て村人の病を治すなどの奇跡を起こし「通賢霊女」と呼ばれ崇められた。しかし28歳の時に父が海難に遭い行方知れずとなる。これに悲嘆した黙娘は旅立ち、その後、峨嵋山の山頂で仙人に誘われ神となったという伝承が伝わっている。
なお、父を探しに船を出し遭難したという伝承もある。福建連江県にある媽祖島（馬祖列島、現在の南竿島とされる）に黙娘の遺体が打ち上げられたという伝承が残り、列島の名前の由来ともなっている。
媽祖信仰の盛んな浙江省の舟山群島（舟山市）には普陀山・洛伽山があり渡海祈願の神としての観音菩薩との習合現象も見られる。もともとは天竺南方にあったとされる普陀落山と同一視された。
媽祖は千里眼（せんりがん）と順風耳（じゅんぷうじ）の二神を脇に付き従えている。この二神はもともと悪神であったが、媽祖によって調伏され改心し、以降媽祖の随神となった。

## 各地の信仰

### 中国大陸
媽祖は当初福建省の媽祖の故郷にある媽祖祖廟で祀られて、航海など海に携わる事柄に利益があるとされ、泉州、潮州など中国南部の沿岸地方で特に信仰を集めていたが、時代が下るにつれ、次第に万物に利益がある神と考えられるようになった。歴代の皇帝からも媽祖は信奉され、南宋の紹興26年（1156年）には霊恵夫人に、元世祖の代（1281年）には護国明著天妃に、清代康熙23年（1684年）には天后に封じられた。媽祖を祀った廟が「天妃宮」、「天后宮」などとも呼ばれるのはこれが由縁である。
また、明代には鄭和の遠征により、インドネシアにも信仰が伝わり、現地の女神「ラトゥ・キドル」にもなった。
媽祖信仰は、福建省・潮州の商人が活動した沿海部一帯に広まり、東北の瀋陽や、華北の天津、煙台、青島をはじめとする多くの港町に媽祖廟が建てられた。
こうして広まった媽祖信仰であるが、中華人民共和国政府は「迷信的・非科学的な活動の温床」ととらえ、厳しく規制した。特に文化大革命期にはほぼすべての廟祠が破壊され、信者も迫害されたが、改革開放の進展とともにこうした規制は次第に曖昧になり、80年代終わり頃から廟祠の復興が黙認されるようになった。

### 香港・マカオ

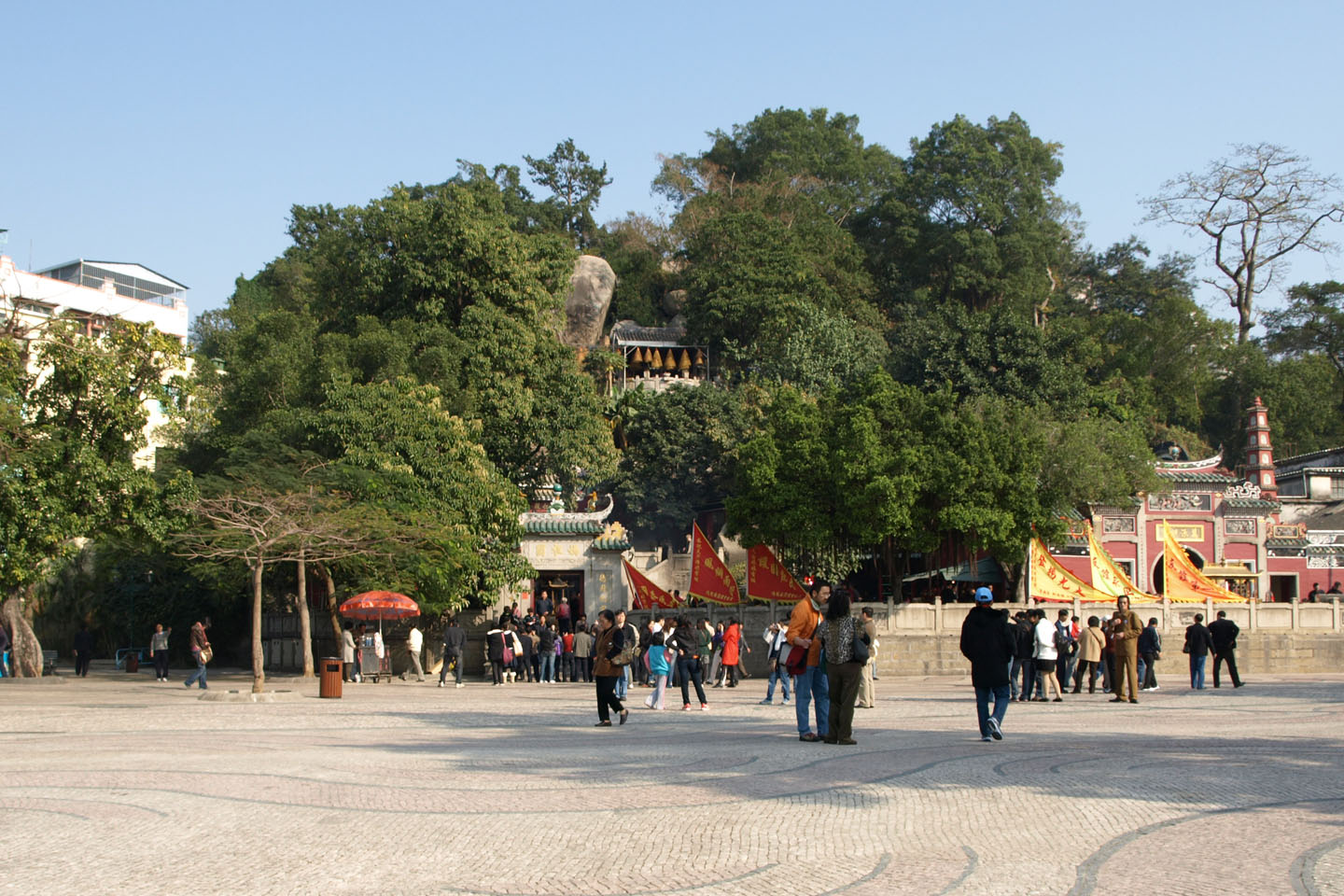
マカオの媽閣廟

香港、マカオでは文化大革命の影響をほとんど受けなかったこともあり、一貫して民間信仰が盛んである。各地に媽祖を祀った天后廟あるいは媽閣廟があるが、中でも香港の赤柱（スタンレイ）の天后廟、マカオの媽閣廟は有名で、観光名所ともなっている。マカオの地名の由来は、この媽閣廟（広東語 マーコッミウ）近くで「ここはどこか」と尋ねたポルトガル人が地名と勘違いしたことによると言われている。
香港では他に、地下鉄の駅名になっている銅鑼湾の天后廟や、盛んな生誕祭を行う元朗の天后廟も有名である。香港の市街地にある天后廟は、埋め立てによって、海岸からかなり離れた位置になってしまったものが多いが、佛堂門天后廟のように、いまだに船で行かないと容易に近づけない海辺にあるものもある。佛堂門天后廟は、俗に大廟とも呼ばれ、1970年代までは、ビクトリア湾で生活していた蛋民の参詣で賑わい、車公廟、文武廟、黄大仙廟と並んで香港の四大廟とされた時代もあったが、現在は訪れる人も少なくなっている。

### 台湾
台湾には福建南部から移住した開拓民が多数存在した。これらの移民は媽祖を祀って航海中の安全を祈り、無事に台湾島へ到着した事を感謝し台湾島内に媽祖の廟祠を建てた。このため台湾では媽祖が広く信奉され、もっとも台湾で親しまれている神と評される事も多い。
台湾最初の官建の「天后宮」は台南市にある大天后宮であり、国家一級古蹟に指定された。
台湾の媽祖廟は、規模の大きなものが多く、祭りも、台湾全土で最大級とされるものがある。例えば、鹿港の天后宮、鹿耳門の天后宮、北港の朝天宮があり、大甲鎮から新港までの巡礼活動の規模が大きい。
この媽祖信仰は日本統治時代末期に台湾総督府の方針によって一時規制された。なお台北最大規模だった「天后宮」は1908年に台湾総督府により撤去され、かわりに博物館（現 国立台湾博物館）が建てられた。
日本統治の終了後は再び活発な信仰を呼び、新しい廟祠も数多く建立されるようになった。なお、毎年旧暦の3月23日は媽祖の誕生日とされ、台湾全土の媽祖廟で盛大な祭りが開催されている。近年とくに巡行が盛大になっており、とくに台中の大甲媽祖と苗栗県通宵の白沙屯媽祖の数百キロを9日間かけて移動する巡行が大きな祭りとして知られる。

### 日本

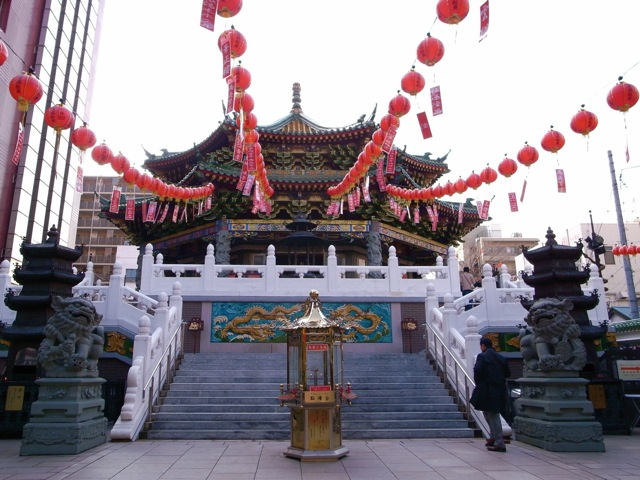
横浜媽祖廟

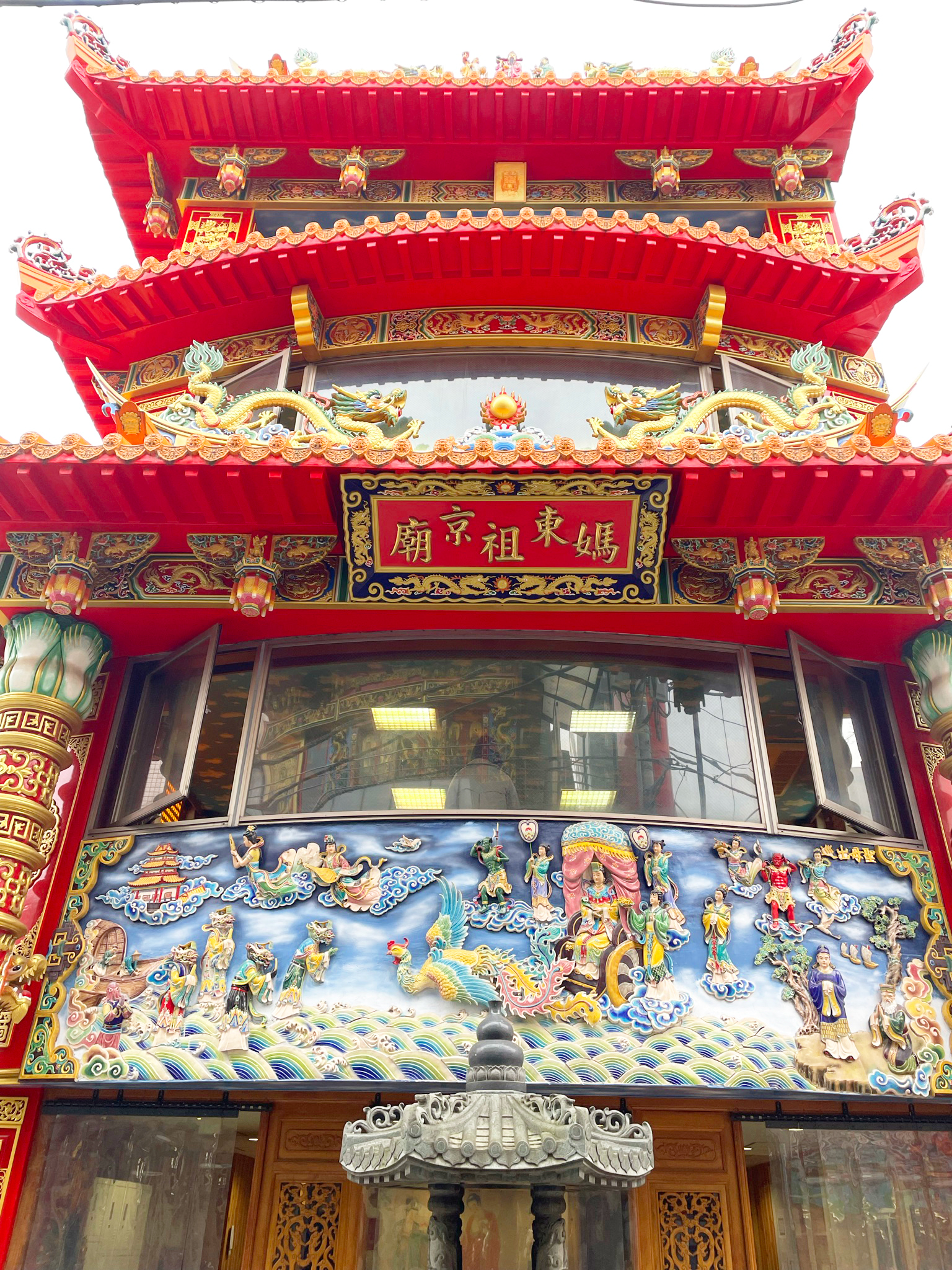
東京媽祖廟

媽祖は日本在来の船玉信仰や神火霊験譚と結び付くなどして、各地で信仰されるようになった。江戸時代以前に伝来・作成された媽祖像は、南薩摩地域を中心に現在30例以上確認されている。
江戸時代前期に清より来日し、水戸藩二代藩主徳川光圀の知遇を得た東皐心越が伝えたとされる天妃神の像が、茨城県水戸市の祇園寺に祀られている。また、それを模したとされる像が、北茨城市天妃山の弟橘姫神社、大洗町の弟橘比売神社（天妃神社）、小美玉市の天聖寺にも祀られている。江戸時代、那珂湊港は米運送の拠点で、航海安全を願う信仰が関わっているとみられる。
青森県大間町の大間稲荷神社には、天妃媽祖大権現が祀られている。元禄9年に大間村の名主伊藤五左衛門が水戸藩から天妃（媽祖）を大間に遷座してから300周年を迎えた1996年（平成8年）以降、毎年海の日に「天妃祭」が行われている。この大間稲荷神社は台湾の媽祖信仰の総本山である雲林県の北港朝天宮と姉妹宮である。
平戸市の鄭成功記念館には、鄭芝龍（鄭成功の父）が平戸川内浦の山肌に祠を設け随神である千里眼・順風耳と共に祀ったとされる物、さらに台湾の台南市鹿耳門天后宮と彰化県鹿港天后宮から寄贈された物を展示している。
長崎市では2000年（平成12年）以降、長崎ランタンフェスティバルにおいて、長崎ネットワーク市民の会の企画運営で「媽祖行列」が行われている。興福寺に媽祖をお迎えすることで祭りが始まる。
また、沖縄県八重瀬町港川にあるうたき、唐の船うたき(とうのふにうたき)は、かつてその地に難破した中国の貿易船の船員が建てた祠であり、媽祖が祀られている。
なお、天母教は日本統治時代の台湾に生まれた神道系の新宗教の一つである。その教義は、日本の天照大御神と媽姐が同一のものであるとするもので、台湾における民間宗教を取り込み、その教化を図ったものである
2006年（平成18年）3月17日、横浜市に横浜媽祖廟が落慶。2013年10月13日、東京都新宿区大久保に東京媽祖廟が安座式典。

### ベトナム

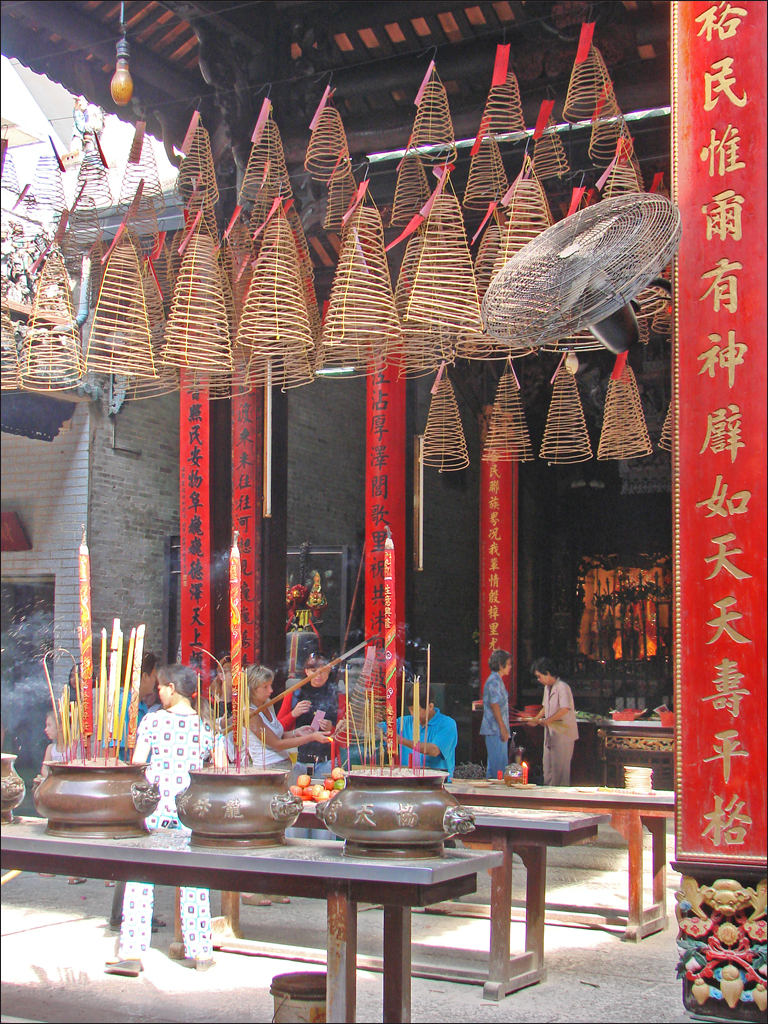
チョロン地区のティエンハウ廟

歴史的に中華文明の影響が強く、また華人も多く住むベトナムでも媽祖はThiên Hậu（天后、ティエンハウ）の名で親しまれている。19世紀には、広東系移民の多いチョロン（現在はホーチミン市の一部）に有名な「ティエンハウ廟（Chùa Bà Thiên Hậu、񣘠婆天后）」が建てられた。同じくチョロンにはHội quán Ôn Lăng （溫陵會館）、またの名をChùa Quan Âm（㕑觀音）があり、これも媽祖信仰の寺院である。
アンザン省のチャウドックでは Bà Chúa Xứ が有名である。